# Laurent de Gouvion-Saint-Cyr
Pour les articles homonymes, voir Gouvion et Saint-Cyr.
Pour les autres membres de la famille, voir Famille de Gouvion Saint-Cyr.
Laurent Gouvion, marquis de Saint-Cyr, souvent dit Gouvion-Saint-Cyr, né le 13 avril 1764 à Toul et mort le 17 mars 1830 à Hyères, est un maréchal d'Empire et homme politique français. 
Il s'oriente tôt vers le dessin, mais la Révolution française ayant débuté, il s'engage dans l'armée en septembre 1792 et connaît une ascension fulgurante. Promu général de division en juin 1794, il combat les Autrichiens en Allemagne et en Italie sous les ordres des généraux Moreau et Jourdan.
Après avoir travaillé dans l'administration, il est nommé colonel général des cuirassiers en 1804. Commandant en chef du camp de Boulogne en 1806, il passe en Espagne où il remporte une série de victoires à la tête de l'armée de Catalogne. Il prend ensuite la tête du 6e corps de la Grande Armée pendant la campagne de Russie, où il obtient son bâton de maréchal pour sa victoire de Polotsk. Il sert lors de la campagne d'Allemagne et est fait prisonnier lors de la capitulation de Dresde (novembre 1813).
Revenu en France en juin 1814, il reste passif durant les Cent-Jours et devient ministre de la Marine et des Colonies puis de la Guerre sous la Restauration. Son passage au gouvernement est marqué par plusieurs réformes importantes comme la loi sur le recrutement. Militaire de talent, son caractère froid et taciturne lui vaut d'être surnommé par ses soldats « le hibou ».

## Biographie

### Origines et jeunesse
Laurent Gouvion naît le 13 avril 1764 à Toul. Il est le fils de Jean-Baptiste Gouvion, tanneur de profession (à ne pas confondre avec son cousin issu d'issu de germain, le général Jean-Baptiste Gouvion) et d’une mère qui quitte le foyer familial quand il a trois ans. Il la revoit pour la dernière fois dans les années 1780 à Lyon. Ce manque est certainement à l’origine de ce caractère à la fois solitaire et sensible qu’il montre durant sa vie, accentué par les relations difficiles qu’il entretenait avec son père. Il étudie auprès d’un ecclésiastique qui lui inculque la base de son éducation.
En 1782, Gouvion part en Italie d’où il revient deux ans plus tard. Il en profite pour se perfectionner dans le dessin, passion qu’il a depuis tout petit. Il travaille comme artiste dessinateur à Toul puis à Paris quand la Révolution éclate.

### Période révolutionnaire

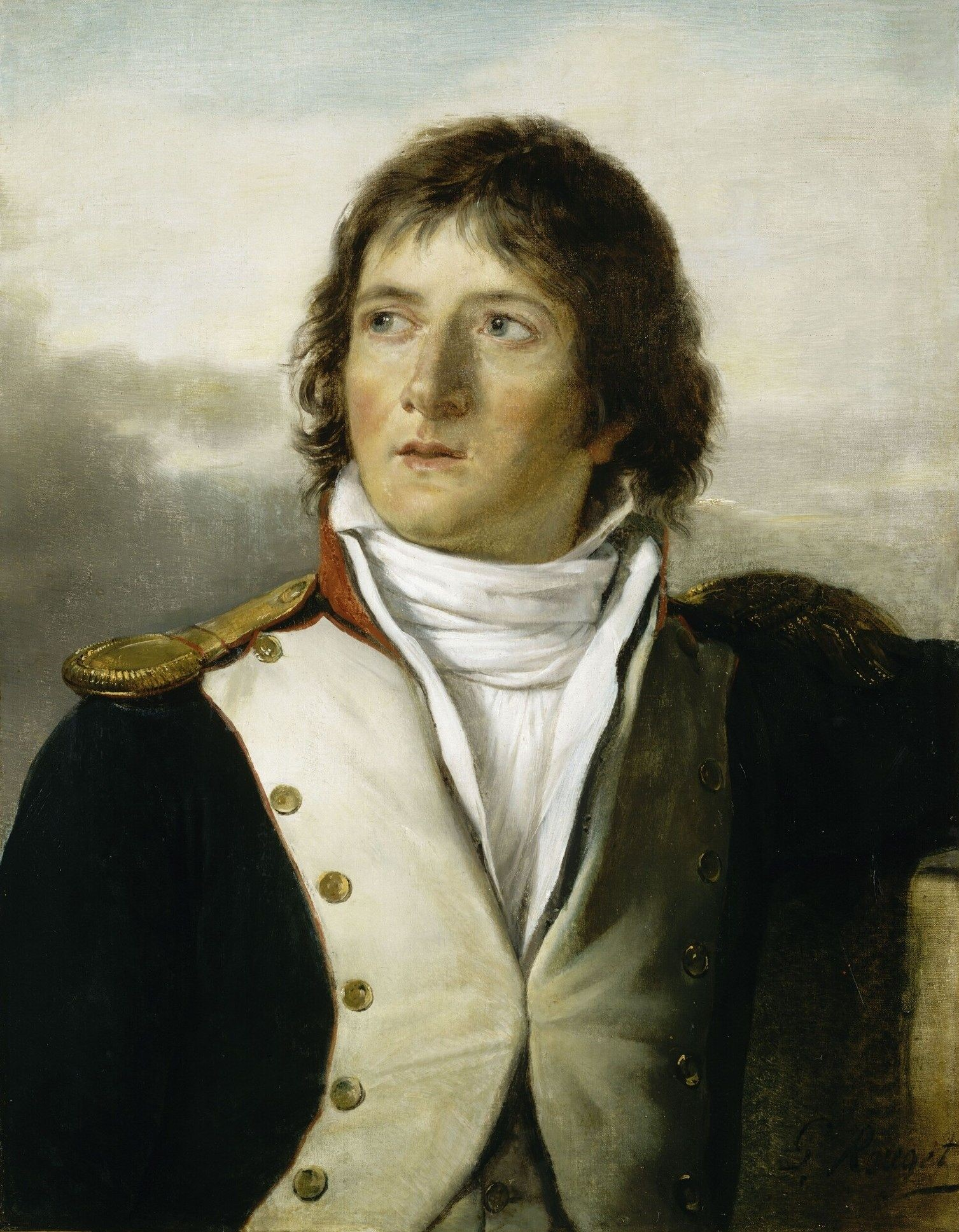
Laurent Gouvion Saint-Cyr, capitaine au 1er bataillon de chasseurs de Paris en 1792, Georges Rouget, 1835.

Volontaire le 1er septembre 1792 au 1er bataillon de chasseurs républicains des Quatre-Nations également appelé bataillon de chasseurs de Paris, il ajoute alors à son nom pour se distinguer des autres celui de Saint-Cyr, porté par sa mère. Élu sous-lieutenant grâce à son instruction, il est capitaine le 1er novembre au 9e bataillon des Fédérés Nationaux, adjoint de l'adjudant-général du génie Simon François Gay de Vernon le 1er février 1793, puis chef de bataillon et chef-d'état-major du général Ferey en septembre 1793. À l’armée du Rhin dans différents états-majors, il fait une carrière fulgurante : général de brigade le 5 juin 1794 et de division le 16 juin 1794.
Il commande l'attaque du centre au blocus de Mayence (1795) sous les ordres de Jean-Charles Pichegru et Jean-Baptiste Kléber. Sous le commandement de Moreau en 1796, il commande avec succès la gauche puis le centre de l’armée : il livre bataille à Rastadt, à Ettlingen, prend Stuttgart le 18 juillet 1796, est victorieux à Biberach le 2 octobre et organise la retraite de l’armée sur le Rhin. Chargé de la défense de Kehl, il ne peut empêcher la capitulation en janvier 1797.
Il épouse, le 26 février 1795, sa cousine germaine Anne Gouvion (1775-1844), dont il a un fils unique. Son fils Laurent (1815-1904) fut Pair de France et épousa en 1847 Marie de Montalivet, fille aînée du comte Camille de Montalivet, ministre et ami du roi Louis-Philippe.
Nommé pour remplacer Hoche, mort à la tête de l’armée de Rhin-et-Moselle, c’est finalement Augereau qui en prend les commandes. Il envahit l'évêché de Bâle en décembre 1797 et l’occupe jusqu’en janvier 1798. Gouvion-Saint-Cyr qui refuse de féliciter le Directoire après son coup d'État du 18 fructidor an V (4 septembre 1797) remplace ensuite Masséna à la tête de l’armée de Rome du 26 mars au 25 juillet 1798. Il ramène l’ordre et la discipline et devient impopulaire auprès de ses soldats. De plus il est suspendu pour abus de pouvoir, ce qui d'ailleurs après enquête se révèle faux. Il revient en Allemagne et commande l’aile gauche sous les ordres de Jourdan à l’armée du Danube, participe à la bataille de Stockach le 25 mars 1799, puis passe à l’armée d’Italie au moment où Masséna remplace Jourdan. Il est le commandant de l'aile droite lors de la défaite de Novi au cours de laquelle Joubert trouve la mort. 
Ne voulant pas se mêler à la politique il refuse que ses soldats prêtent serment au nouveau gouvernement consulaire. Il reçoit pourtant de la part de Napoléon Bonaparte, Premier Consul, un sabre orné de pierres précieuses et le brevet de premier lieutenant de France pour ses faits d'armes. Il gouverne Gênes et revient à l’armée du Rhin comme adjoint de Moreau. Il est accueilli avec enthousiasme de la part des soldats : « L'armée du Rhin vient de recevoir un renfort de dix mille hommes : le général Saint-Cyr est arrivé ! ». Il remporte la bataille de Biberach le 9 mai 1800.
Toutefois, ses relations avec Moreau sont mauvaises. Aussi demande-t-il un congé et Bonaparte, qui lui non plus n’aime guère Moreau, le nomme conseiller d’État à la section de la Guerre. Travaillant en tant que secrétaire, Stendhal dit : « L'admirable Gouvion Saint-Cyr était un des rares chefs militaires qui fussent capable d'étudier un dossier ». Il est chargé de commander les armées franco-espagnoles durant la guerre du Portugal en 1801. Ambassadeur extraordinaire à Madrid aux côtés de Lucien Bonaparte, puis ambassadeur à la place de ce dernier, il éprouve certaines difficultés à ce poste, étant plus militaire que diplomate. Rappelé à Paris en août 1802, Gouvion Saint-Cyr est envoyé en Italie le 14 mai 1803, comme lieutenant général de l'armée d'occupation de Naples sous le commandement de Murat.

### Premier Empire

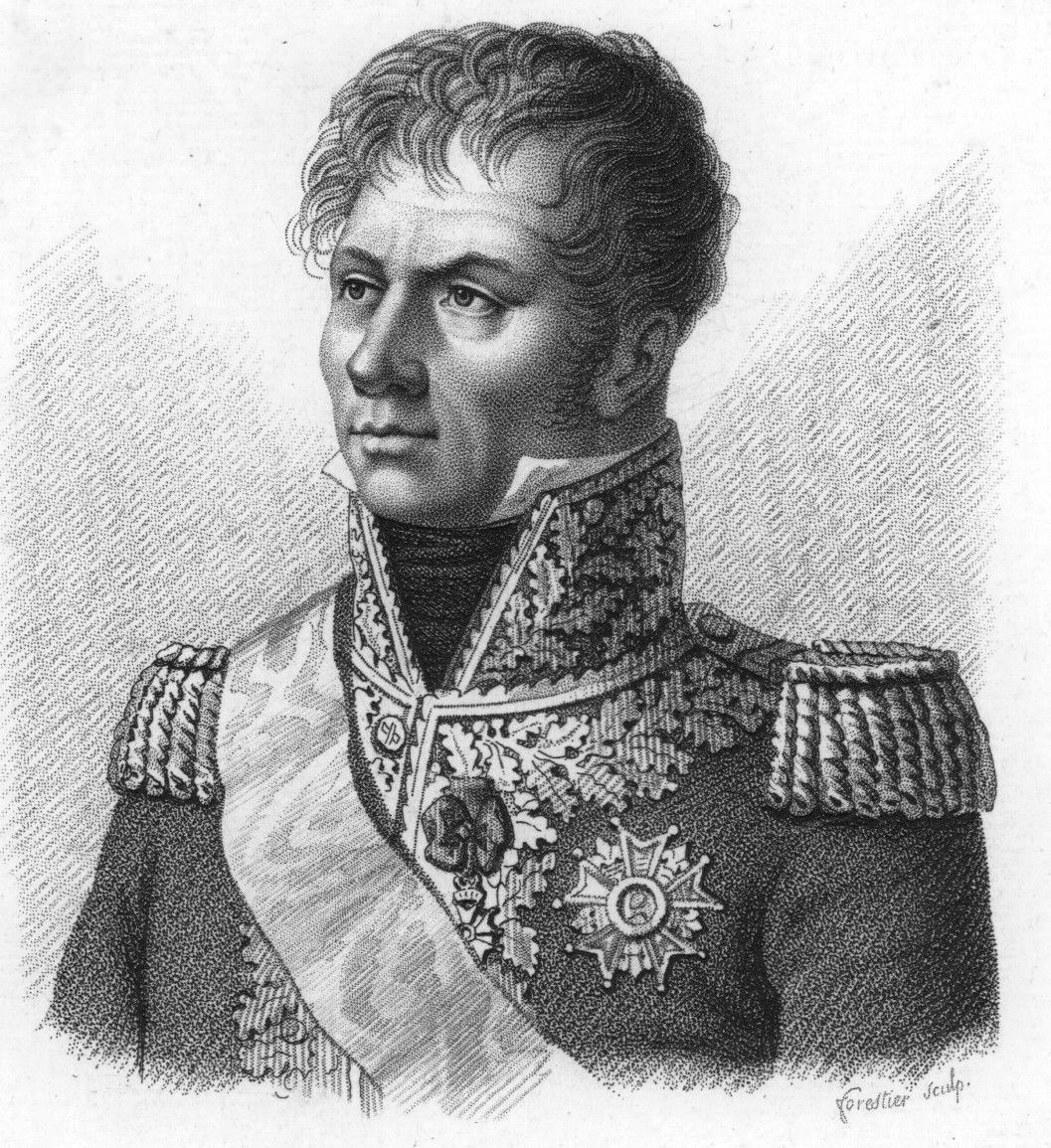
Portrait du maréchal Gouvion-Saint-Cyr (par Charles-Aimé Forestier).

N'ayant manifesté aucune adhésion à l'Empire, il est éliminé de la liste des maréchaux à la surprise de nombreux militaires. Cependant, il est nommé colonel général des cuirassiers le 6 juillet 1804 et grand aigle de la Légion d'honneur le 2 février 1805. Toujours en poste en Italie, il est présent lors du couronnement de Napoléon à Milan en mai 1805. Chef de l'aile gauche de l'armée, il bat le prince de Rohan qui est fait prisonnier le 23 novembre à Castel Franco. À la tête de l’armée de Naples le 9 décembre, il est remplacé un mois plus tard par Masséna et quitte son poste avant l'arrivée de ce dernier, ce qui énerve l'Empereur quand il le reçoit aux Tuileries : « Si dans deux heures, vous n'êtes pas sur le chemin de Naples, avant midi, vous êtes en place de Grenelle ». 
À son retour et de février à août 1806, il est à la tête du corps d'armée de la Pouille et des Abruzzes. « J'ai supporté tous les dégoûts de cette mission »  écrit-il à Berthier. Il est alors aux commandes du camp de Boulogne à la place du maréchal Brune de décembre 1806 à août 1808, poste de second rôle alors que ses futurs collègues maréchaux se couvrent de gloire dans la campagne de Prusse et de Pologne. Il en profite pour acquérir le domaine de Reverseaux sur la commune de Rouvray-Saint-Florentin, en Eure-et-Loir. En mai 1808, il est fait comte de l'Empire. 

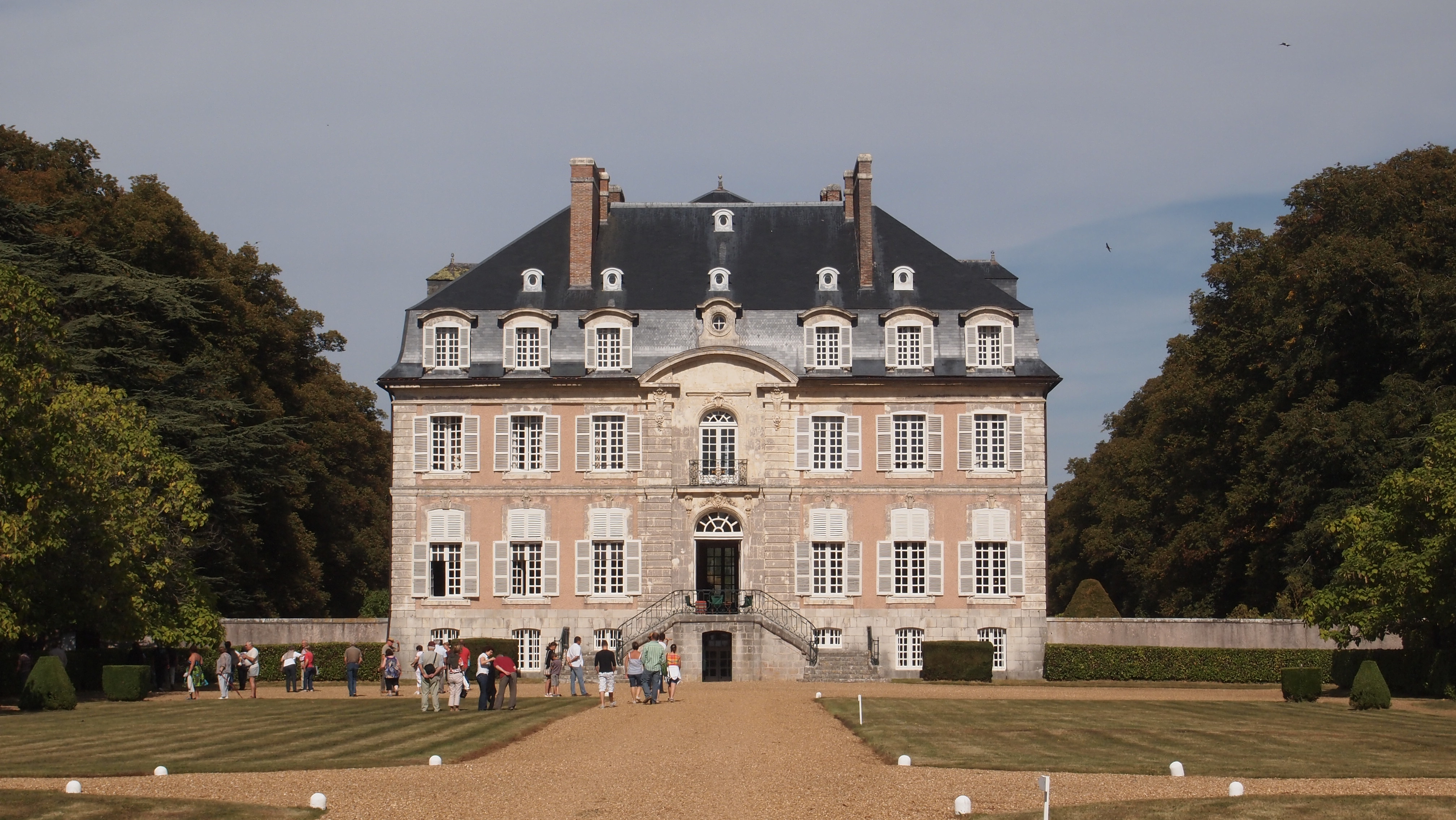
Le château de Reverseaux à Rouvray-Saint-Florentin, Eure-et-Loir.

Le 17 août suivant, il est placé à la tête d'un corps d'armée de 34 000 hommes, numéroté 5e puis 7e, destiné à opérer en Catalogne dans le cadre de l'intervention de Napoléon en Espagne. La mise sur pied de ce corps l'occupe jusqu'à la fin du mois d'octobre. Entre le 8 et le 10 novembre 1808, les forces de Gouvion-Saint-Cyr pénètrent en territoire catalan, avec pour mission de secourir les troupes du général Duhesme bloquées dans Barcelone. Saint-Cyr confie dans un premier temps à l'un de ses subordonnés, le général Reille, le soin de prendre Roses, qui capitule le 6 décembre après un mois de siège. Tacticien remarquable, il remporte ensuite, à la tête du 7e corps, de nombreuses victoires notamment à Cardedeu le 16 décembre et Molins de Rei le 20 décembre, ce qui lui permet de débloquer Barcelone, avant d'être à nouveau vainqueur à Valls le 25 février 1809. Ayant refusé d’exécuter l’ordre irréalisable de Berthier d’assiéger simultanément Gérone, Tarragone et Tortosa, il est remplacé par Augereau et quitte son poste avant l’arrivée de ce dernier. 
Mis aux arrêts et retiré dans son domaine, Gouvion reste sur la touche jusqu’en 1811, date de sa réintégration au Conseil d'État. Il commande le 6e corps bavarois de la Grande Armée lors de la campagne de Russie ainsi que du 2e après la blessure du maréchal Oudinot, et est vainqueur mais grièvement blessé au pied à Polotsk le 18 août 1812. Le 27 août, à l'âge de 48 ans, il est enfin élevé à la dignité de maréchal d'Empire, que sa rudesse et son manque de sociabilité l’avaient empêché d’obtenir jusque-là. Le 18 octobre, il affronte une nouvelle fois Wittgenstein lors de la seconde bataille de Polotsk, mais après deux jours de combats particulièrement meurtriers il doit battre en retraite et laisser le flanc nord de la Grande Armée sous la menace grandissante des troupes russes. Durant la campagne d'Allemagne, il commande le 11e corps de Berlin en février 1813 mais, malade du typhus, il rentre en France pour se soigner. Commandant en chef de l'armée d'Allemagne en août de la même année, il défend Dresde. Apprenant la défaite de Leipzig, Gouvion Saint-Cyr ne peut espérer de renforts de l'Empereur et tombe aux mains des Autrichiens à la capitulation de la ville le 11 novembre 1813. Prisonnier, il ne revient en France qu'en juin 1814. Il est ainsi le seul maréchal d'Empire à avoir été captif pendant les guerres napoléoniennes.

### Les Cent Jours et la Restauration
À son retour de captivité, il va se ressourcer dans son domaine auprès de sa famille. Nommé pair de France le 4 juin, n’ayant guère eu à se louer de l’Empereur, il ne se rallie ni à lui durant les Cent-Jours ni au roi Louis XVIII à Gand. À son retour, Louis XVIII le fait ministre de la Guerre du 8 juillet 1815 au 25 septembre 1815 sous le ministère Talleyrand. En tant que nouveau ministre, c'est Gouvion Saint-Cyr qui signe l'ordre de livrer Napoléon aux Anglais, la proscription, la destitution de son collègue le maréchal Moncey qui refusait la présidence du conseil de guerre pour le procès du maréchal Ney ― Gouvion Saint-Cyr étant lui-même récusé. Il est également à l'origine du licenciement d'une partie de l'armée impériale mais il est remplacé lors de la chute du ministère Talleyrand. 
Quoique dépourvu de la moindre expérience maritime, il exerce les fonctions de ministre de la Marine et des Colonies du 23 juin au 12 septembre 1817 sous le premier ministère Richelieu. À ce poste, outre un projet de réduction du nombre d'officiers en service dans les unités de la flotte,  il supervise la restitution de la Guyane à la France par le Portugal, soutient les préparatifs de l'expédition scientifique de Louis de Freycinet et améliore le service cartographique. En récompense de ses services, il est fait marquis par le roi le 31 août 1817. Devenu ministre de la Guerre le 12 septembre 1817, il réorganise l'armée en proscrivant les avancements automatiques et les promotions de complaisance pour tous les officiers, ce qui lui vaut l'hostilité des ultraroyalistes, et laisse son nom à la loi sur le recrutement du 10 mars 1818. Il démissionne le 22 août 1819.

### Dernières années

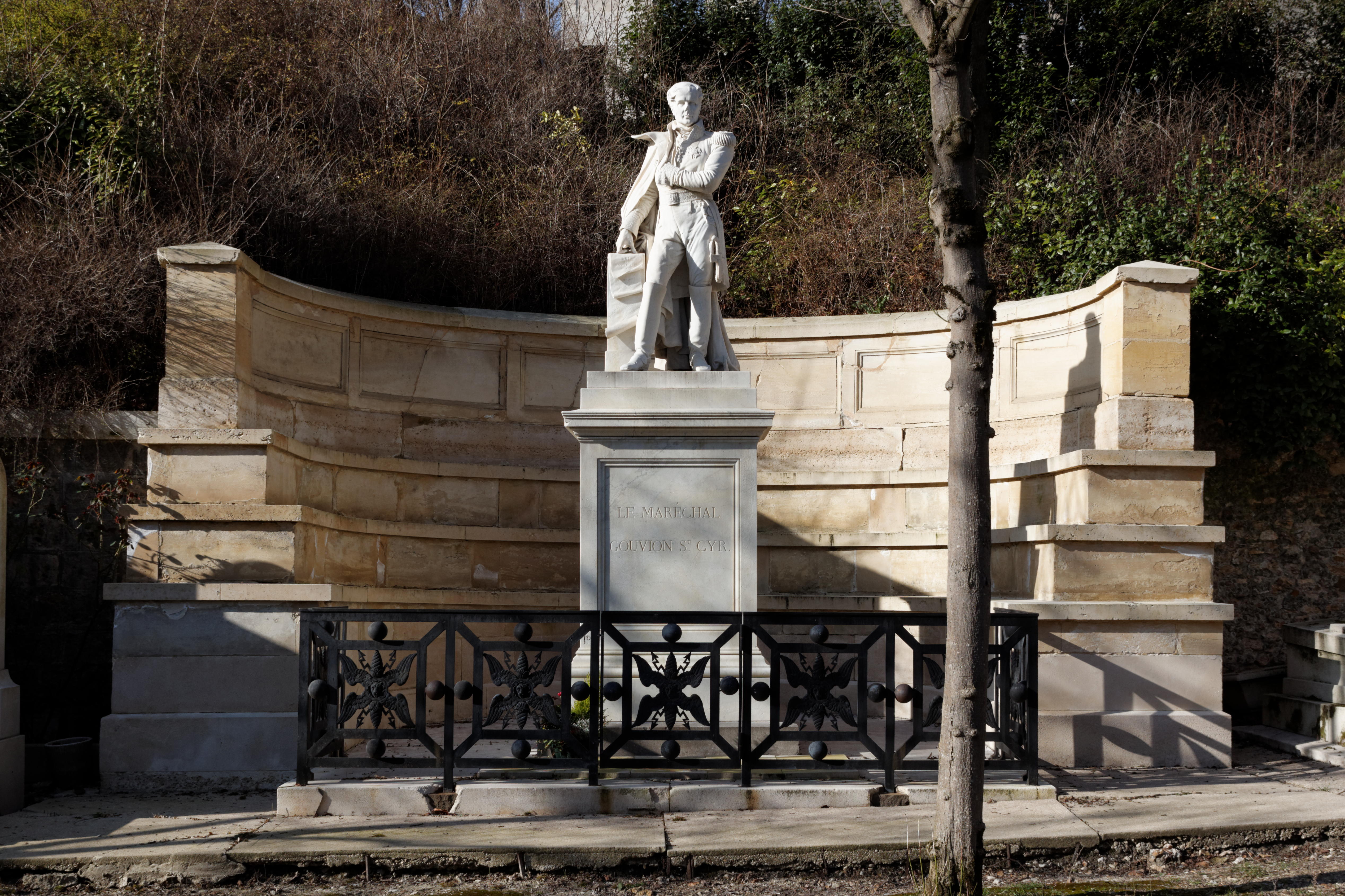
Tombe de Gouvion Saint-Cyr au cimetière du Père-Lachaise à Paris.

Retiré dans son domaine de Reverseaux, il s'y consacre à l'agriculture et à la rédaction de ses mémoires, grâce à l'importante documentation accumulée au fil de sa carrière. Dans ces écrits, le maréchal revient sur la plupart des opérations militaires auxquelles il a participé. Son premier ouvrage paru, en 1821, est un Journal des opérations de l'armée de Catalogne, qui vise en partie à justifier sa conduite lors de cette campagne, et pour lequel il sollicite la relecture de François Guizot. Il s'attelle ensuite, avec l'aide du jeune Antoine-Augustin Cournot entré à son service en 1823, à l'écriture de ses souvenirs relatifs aux campagnes de 1792 à 1796, puis à celles de 1812 et 1813. « C'est mon Homère ! » dit Stendhal à propos des mémoires de Gouvion-Saint-Cyr, qu'Adolphe Thiers juge également « remarquables ». 
Après son retrait de la vie politique, il n'intervient plus que rarement à la Chambre des pairs, prenant une dernière fois la parole le 14 février 1829 pour rendre hommage à son ami le général Dessolles, récemment décédé.  
Il meurt à Hyères le 17 mars 1830, après une attaque d'apoplexie dont il est victime cinq jours plus tôt. Le 6 avril suivant, à la demande de sa veuve, des funérailles nationales sont célébrées en l'hôtel des Invalides ; la dépouille du maréchal est inhumée le jour même au cimetière du Père-Lachaise. Le maréchal Mortier, le général Lamarque et le marquis de Jaucourt prononcent les éloges funèbres.
Le nom de Gouvion-Saint-Cyr est gravé sur l’Arc de triomphe de l'Étoile. Il est inhumé au cimetière du Père-Lachaise (division 37). Un boulevard du 17e arrondissement de Paris porte son nom depuis l'instauration des boulevards des Maréchaux en 1864. La rue principale de Berstheim porte son nom.
Les papiers personnels de Laurent de Gouvion-Saint-Cyr sont conservés aux Archives nationales sous la cote 190AP.

## Considérations
« Solitaire, susceptible, appelé « le hibou » ou « le mauvais coucheur » par ses pairs, technicien ménager de ses soldats et expert en combinaisons savantes, cet homme de haute stature au physique comme au moral, patient, tenace, prudent, cet « esprit mesuré, lucide et inventif » selon le duc d'Aumale, était le plus intellectuel des maréchaux, l'un des plus honnêtes et — quoique l'un des moins aimables et des moins aimés — le seul qui ait eu l'intelligence d'un homme d'État : Napoléon et lui ne pouvaient s'entendre. »

— Jacques Jourquin.

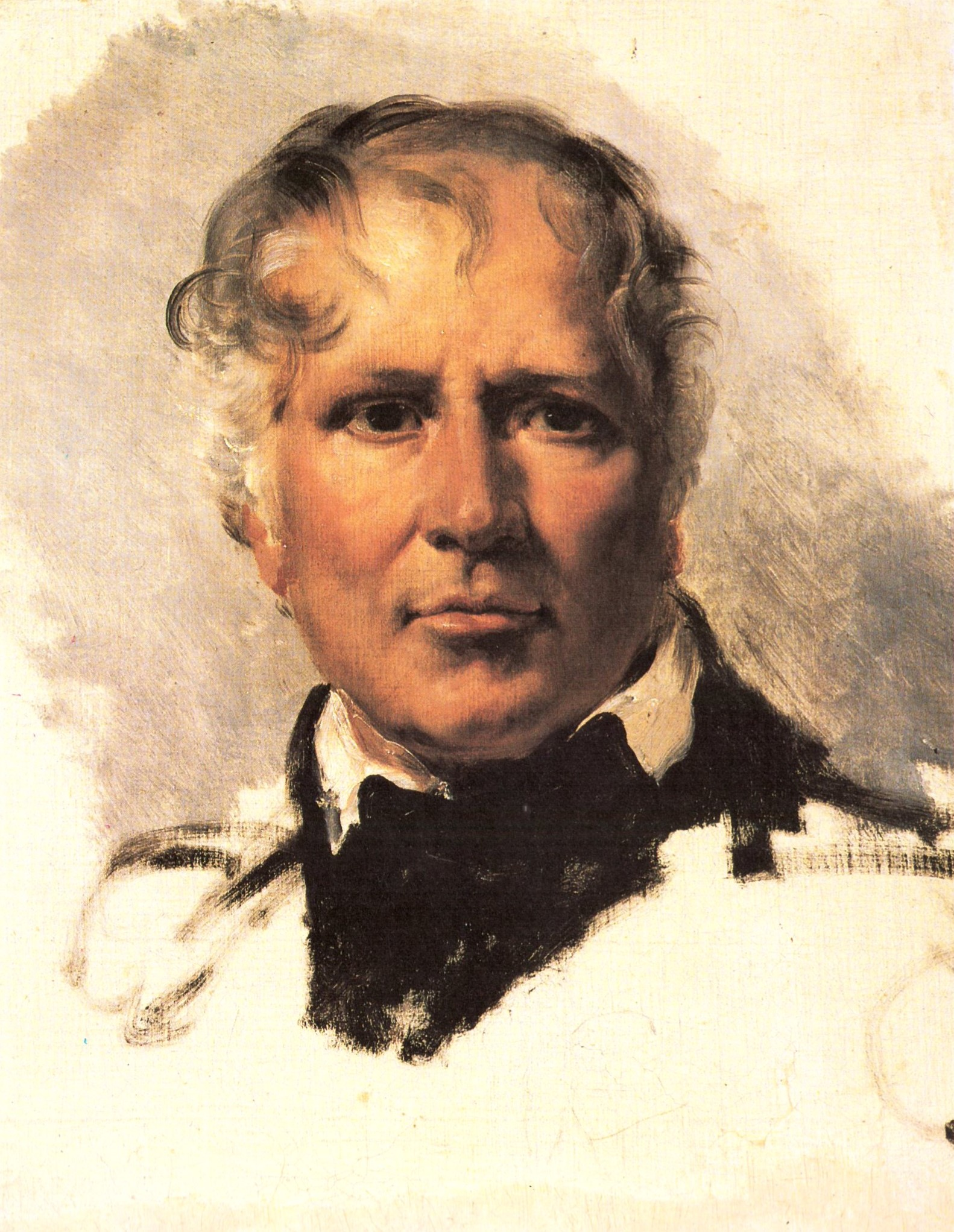
Le maréchal Gouvion-Saint-Cyr (étude d'après nature par Horace Vernet, vers 1820).

Remarquable tacticien, Gouvion-Saint-Cyr demeure invaincu sur le champ de bataille. Sa biographe Christiane d'Ainval écrit : « Napoléon mis à part, Gouvion-Saint-Cyr apparaît comme le plus intellectuel et probablement le plus intelligent des chefs militaires de son époque. Ses contemporains ont été unanimes à louer sa compétence tactique. […] Avec justesse, on a comparé ses batailles à des jeux d'échecs. Il pensait à tout, calculait tout, échafaudait toutes les combinaisons, préparait les moindres mouvements de ses troupes, ne laissait rien au hasard — le moins possible en tout cas ». Favorisant habituellement la défensive sur l'attaque, il n'en remporte pas moins de brillantes victoires grâce à des coups d'audace comme à Biberach ou Polotsk. 
Tout comme les autres maréchaux, Gouvion Saint-Cyr a le droit au regard critique de Napoléon, notamment sur l'affaire de Dresde en 1813 : « Mon tort est d’avoir employé Saint-Cyr ; il ne va pas au feu, ne visite rien, laisse battre ses camarades et aurait pu secourir Vandamme. C'est le comte de Lobau qui est cause que je l'ai pris. Il m'en parlait toujours. Il était aimé de ceux qui servaient sous lui parce qu'il se battait rarement et ménageait son monde. Lobau avait été un des colonels placés sous ses ordres ; il a bien changé d'opinion depuis lors. Moreau, qui était lié avec lui, fut obligé de le chasser de son armée car il ne pouvait rien en faire ». Ce jugement est cependant contredit par l'appréciation émise par l'Empereur peu après la reddition de Dresde dans laquelle ce dernier se compare à Gouvion-Saint-Cyr, honneur accordé à ce seul maréchal : « Ce n'est pas pour m'ôter 20 à 25 000 soldats… que les alliés violent à notre égard le droit des gens ; c'est pour retenir Saint-Cyr prisonnier : il est le premier de nous pour la guerre défensive. Moi, je lui suis supérieur pour l'attaque ».
Doté d'une certaine indépendance de caractère, il frise parfois la désobéissance et, en campagne, se montre souvent peu enclin à venir en aide à ses collègues maréchaux ou généraux. Les premiers temps de sa carrière sont marqués par des relations conflictuelles avec ses supérieurs, ces derniers, rebutés par ses manières et ses airs de supériorité, ne tenant le plus souvent aucun compte de ses conseils pourtant inspirés. L'historien russe Oleg Sokolov, qui note que Saint-Cyr « connaissait son métier à fond » mais « n'avait pas les talents d'un chef charismatique », critique son tempérament introverti, son égoïsme et son absence de proximité avec les troupes. De fait, s'il sait se faire obéir de ses soldats, il ne possède pas les qualités d'un entraîneur d'hommes. Son caractère distant et ombrageux lui vaut d'être surnommé l'« homme de glace », « le mauvais coucheur » ou encore « le hibou ». S'il exècre Masséna, jusqu'à refuser de servir sous ses ordres à Naples en 1806, son passage à l'armée du Rhin lui permet néanmoins de nouer des amitiés durables avec les généraux Ney, Davout et Desaix, dont la mort le bouleverse. En outre, bien que d'un commerce difficile, Gouvion-Saint-Cyr se révèle d'une parfaite probité. Il a toujours été fidèle à ses convictions, et est l'un des maréchaux les plus cultivés.
Sur le champ de bataille, il affectionne souvent le port d'une tenue très simple, sans décorations ni signes distinctifs. Signe du ressentiment de Napoléon à son égard, Gouvion-Saint-Cyr est, en dehors de Poniatowski, le moins bien pourvu des maréchaux en termes de dotation (30 211 francs au total).

## État de service
- Engagement au 1er bataillon des chasseurs républicains (1er septembre 1792)
- Capitaine (1er novembre 1792)
- Adjoint à l’adjudant-général du génie Simon François Gay de Vernon (1er février 1793)
- Adjudant-général chef de bataillon (13 septembre)
- Chef de brigade (colonel) (10 janvier 1794)
- Général de brigade (5 juin)
- Général de division (10 juin confirmé le 2 septembre)
- Commandant en chef de l’armée du Rhin (17 septembre 1797)
- Commandant en chef de l’armée de Naples (26 mars 1798)
- Lieutenant général de l’armée d’occupation de Naples (14 mai 1803)
- Colonel général des cuirassiers (6 juillet 1804)
- Commandant en chef de l’armée de Naples (9 décembre 1805)
- Commandant du corps d’armée de la Pouille et des Abruzzes (février – août 1806)
- Commandant du camp de Boulogne (décembre 1806 – août 1808)
- Commandant en chef du 5e corps en Catalogne (17 août 1808)
- Commandant du 6e corps bavarois de la Grande Armée (1er avril 1812)
- Commandant du 2e corps de la Grande Armée
- Maréchal d’Empire (27 août 1812)
- Commandant du 11e corps de Berlin
- Commandant du 14e corps de la Grande Armée (4 août 1813)
- Gouverneur de la 2e division militaire (12 octobre 1815)
- Gouverneur de la 5e division militaire (10 janvier 1816)

## Titres
- Comte de l’Empire (mai 1808)
- Pair de France (4 juin 1814)
- Marquis (31 août 1817)

## Décorations
- Grand aigle de la Légion d'honneur (2 février 1805)
- Ordre royal et militaire de Saint-Louis (mai 1816)

## Autres fonctions
- Conseillers d’État à la section de la Guerre (septembre 1800 – février 1801 ; août 1802 – mai 1803 ; 14 avril 1811 – 8 février 1812)
- Ambassadeur extraordinaire auprès de Lucien Bonaparte à Madrid chargé des opérations des troupes françaises et espagnoles (4 février 1801)
- Ambassadeur de France à Madrid (2 novembre 1801 - août 1802)
- Ministre d'État et membre du Conseil privé (24 septembre 1815)
- Ministre de la Marine et des Colonies (23 juin 1817)
- Ministre de la Guerre (12 septembre 1817 – 18 novembre 1819)

## Publications
- Journal des opérations de l'Armée de Catalogne en 1808 et 1809, 1824[12]
- Mémoires sur les campagnes du Rhin et de Rhin-et-Moselle de 1792 à la paix de Campo-Formio, 2 volumes, 1829[12]
- Mémoires pour servir l'histoire militaire sous le Directoire, le Consulat et l'Empire, 4 volumes, 1831 (publiés par Cournot°[12]

### Sources et bibliographie
- « Laurent de Gouvion-Saint-Cyr », dans Adolphe Robert et Gaston Cougny, Dictionnaire des parlementaires français, Edgar Bourloton, 1889-1891 [détail de l’édition]
- « Un Maréchal lorrain en 1812 », Pays lorrain, Nancy, no 11,‎ 20 novembre 1908.
- Christiane d'Ainval (préf. Jean Tulard), Gouvion Saint-Cyr : soldat de l'an II, maréchal d'Empire, réorganisateur de l'armée, Copernic, 1981, 298 p. (ISBN 9782859840686).
- Jean-Claude Banc, Dictionnaire des maréchaux de Napoléon, Paris, Pygmalion, 2007, 464 p. (ISBN 2756400785).
- (en) Philip Coates-Wright, « Gouvion St.-Cyr : The Owl », dans David G. Chandler, Napoleon's Marshals, Londres, Weidenfeld & Nicolson, 1998 (1re éd. 1987) (ISBN 0-297-84275-7).
- Alfred Fierro, André Palluel-Guillard et Jean Tulard, Histoire et dictionnaire du Consulat et de l'Empire, Paris, Robert Laffont, coll. « Bouquins », 1995.
- Jacques Garnier, « Gouvion-Saint-Cyr », dans Benoît Yvert (dir.), Dictionnaire des ministres de 1789 à 1989, Alençon, Perrin, 1990.
- Jacques Jourquin, Dictionnaire des maréchaux du Premier Empire : dictionnaire analytique statistique et comparé des vingt-six maréchaux, Paris, Christian/Jas, septembre 1999, 211 p. (ISBN 2-911090-05-5).
- Jacques Jourquin, Mémoires (1812-1813) du maréchal Gouvion Saint-Cyr, vol. 1 et 2 (édition critique), Rémanences éditions, 1982.
- Jacques Jourquin, « Gouvion-Saint-Cyr (Laurent, comte puis marquis de), 1764-1830, maréchal », dans Jean Tulard (dir.), Dictionnaire Napoléon, Fayard, 1989 (1re éd. 1987), 1866 p. (ISBN 2-213-02286-0).
- Jacques Jourquin, Dictionnaire des maréchaux du Premier Empire : dictionnaire analytique statistique et comparé des vingt-six maréchaux, Paris, Christian/Jas, septembre 1999, 211 p. (ISBN 2-911090-05-5).
- Oleg Sokolov (préf. Jean Tulard), L'armée de Napoléon, Commios, 2003, 592 p. (ISBN 978-2-9518364-1-9).
- Guillaume de Vaudoncourt, Histoire de la guerre soutenue par les Français en Allemagne en 1813, t. 1, Paris, 1819 (lire en ligne), p. 240-243.